# Mito
Mito (japanisch 水戸市, -shi) ist eine Stadt und Verwaltungssitz der Präfektur Ibaraki auf Honshū der Hauptinsel von Japan, etwa 140 km nordöstlich von Tokio gelegen. Mito ist ein wichtiger Eisenbahnknotenpunkt.
Neben der Universität Ibaraki gibt es hier unter anderem Tabak- und Textilindustrie.

## Geschichte
Mito war bereits zur Sengoku-Zeit eine Burgstadt. Nachdem Tokugawa Ieyasu die Macht im Lande übernommen hatte, gab er Mito als Lehen 1602 an seinen fünften Sohn, dann an den zehnten, und schließlich 1609 an den elften Sohn Tokugawa Yorifusa (徳川 頼房; 1603–1661), der ein Mitglied der „Drei ehrenwerten Familien“ (Gosanke) wurde und damit erbberechtigt war, falls die Hauptlinie aussterben sollte. Tatsächlich stammte der letzte Shogun aus dem Hause Mito.
1841 wurde von Tokugawa Nariaki eine Bildungsstätte unter dem Namen Kōdōkan geschaffen, die, nationalistisch-konfuzianistisch gesinnt, die Mitogaku entwickelte. Sie gab unter der Schirmherrschaft mehrerer Lehnsherren entscheidende intellektuelle Impulse für die politische Theorie der damaligen Zeit.
Während des Zweiten Weltkrieges wurde das aus Mito stammende 2. Infanterieregiment der Kaiserlich Japanischen Armee in der Schlacht um Peleliu nahezu völlig vernichtet. Von ungefähr 3000 Regimentsangehörigen überlebten nur 34. Gegen Ende des Krieges, am 2. August 1945, erfolgte ein Bombenangriff durch B-29, der drei Viertel der Stadt durch Feuer zerstörte.
Die Naturkatastrophe des Tōhoku-Erdbebens am 11. März 2011 mit dem nachfolgenden Tsunami forderte in Mito sieben Tote. 164 Wohngebäude wurden völlig und 1.905 weitere teilweise zerstört.

## Sehenswürdigkeiten
Zum Stadtbild gehören die Wallanlagen der früheren Burg Mito mit einer Parkanlage und dem erhaltenen Hauptgebäude des Kōdōkan.
Mito besitzt einen der „Drei berühmten Gärten Japans“, den Kairaku-en.
Der Art Tower Mito ist Teil des städtischen Kunstmuseums. Ein weiteres Kunstmuseum ist das Museum of Modern Art Ibaraki mit japanischer und westlicher Kunst des 19. und 20. Jahrhunderts.

## Verkehr
- Straße:
  - Jōban-Autobahn nach Tokio oder Iwaki
  - Nationalstraße 6 nach Tokio oder Sendai
- Zug:
  - JR Jōban-Linie nach Ueno und Sendai
  - JR Mito-Linie, nach Oyama
  - JR Suigun-Linie, nach Kōriyama

## Sport
Mito ist die Heimat des Fußballvereins Mito Hollyhock.

## Städtepartnerschaften
- Tsuruga, Japan, seit 1964
- Hikone, Japan, seit 1968
- Takamatsu, Japan, seit 1974
- Anaheim, Vereinigte Staaten, seit 1976
- Chongqing, Volksrepublik China, seit 2000

## Angrenzende Städte und Gemeinden
- Higashiibaraki
- Hitachinaka
- Kasama
- Naka

## Söhne und Töchter der Stadt
- Fujita Yūkoku (1774–1826), konfuzianischer Gelehrter der späten Edo-Zeit, Mitwirkender an den späten Mito-Studien
- Takeda Kōunsai (1803–1865), Samurai
- Yokoyama Taikan (1868–1958), Maler
- Shiozawa Masasada (1870–1945), Ökonom
- Hitachiyama Taniemon (1874–1922), Sumōringer
- Kurita Takeo (1889–1977), Vizeadmiral der Kaiserlich Japanischen Marine
- Kaigo Tokiomi (1901–1987), Erziehungswissenschaftler
- Kinji Fukasaku (1930–2003), Filmregisseur, Filmproduzent und Drehbuchautor
- Shin’ichirō Ikebe (* 1943), Komponist
- Satoshi Takeishi (* 1962), Jazzmusiker
- Stomu Takeishi (* 1964), Jazzmusiker
- Musōyama Masashi (* 1972), Sumōringer
- Miyabiyama Tetsushi (* 1977), Sumōringer
- Yuzuru Shimada (* 1990), Fußballspieler
- Taiki Tamukai (* 1992), Fußballspieler
- Ayase Ueda (* 1998), Fußballspieler